# Bataille de Corbione
Guerres romano-sabelliennes (Ve s.)
La bataille de Corbione oppose en 446 av. J.-C. les Romains, commandés par le consul Titus Quinctius Capitolinus Barbatus, lui-même secondé par Agrippa Furius Fusus et Spurius Postumius Albus Regillensis, aux tribus èques du nord-est du Latium et aux tribus volsques du sud du Latium.

## Le contexte
Après les revers militaires subis par les décemvirs du second collège, provoqués par une mauvaise coordination des opérations et par des problèmes d'autorité et de discipline au sein de l'armée, Rome a connu depuis le rétablissement du consulat une nouvelle série de campagnes victorieuses. La situation politique dans la Ville n'est pourtant pas favorable étant donné les tensions sociales et les conflits entre les membres de l'aristocratie eux-mêmes comme lorsque le Sénat refuse de décerner le triomphe aux consuls victorieux Lucius Valerius Potitus et Marcus Horatius Barbatus.
Finalement, il apparaît que les conflits suscités par l'instauration puis la chute des décemvirs ont permis l'élection de nouveaux consuls puis de tribuns qui appliquent des stratégies politiques différentes et ne s'accrochent pas à tout prix au pouvoir en profitant de la situation. Paradoxalement, les Èques et les Volsques n'ont pas profiter de la période de troubles civils qui a déstabilisé Rome avant le rétablissement du consulat. Ils ne reprennent l'offensive qu'au moment où les Romains se sont de nouveau dotés de généraux compétents et efficaces.

### Nouvelle offensive des Eques et des Volsques
Les chefs de tribus èques et volsques décident, selon Tite-Live, de rompre la paix avec Rome afin de faire du butin en pillant les territoires autour de la ville. En effet, à ce moment, les Romains semblent divisés : les levées sont laborieuses et la discipline militaire s'est relâchée. L'occasion semble alors propice pour attaquer un voisin qui gagne dangereusement en puissance et met en péril l'indépendance des peuples environnants.

« La licence avait fait perdre l'habitude des combats. Rome n'est plus pour les Romains une commune patrie : tout ce qu'ils ont montré jusque-là de ressentiment et de haine contre les étrangers, ils le tournent contre eux-mêmes. Jamais occasion plus favorable d'accabler ces loups qu'aveugle une rage intestine. »

— Tite-Live, Histoire romaine, III, 66, 3
Des tribus èques et volsques rassemblent alors leurs troupes et forment une coalition contre les Romains. Leur armée avance en territoire latin qui est pillé. Paralysés par leurs conflits internes, les Romains n'interviennent pas et l'armée des tribus coalisées parvient tout près de Rome jusqu'à la porte Esquiline selon Tite-Live, sans rencontrer de résistance, s'attaquant au bétail et installant son campement à Corbione, près de Tusculum.

### Intervention de Titus Quinctius
En 446 av. J.-C., Titus Quinctius Capitolinus Barbatus, consul pour la quatrième fois, décide de prendre les armes contre les Èques et les Volsques. Selon la tradition, le consul parvient à convaincre le peuple de la nécessité d'une intervention militaire grâce à un long discours où il critique les divisions sociales internes, les demandes continues de réformes agraires et la sécession sur l'Aventin et où il rappelle le préjudice économique qu'il y a à laisser agir librement les ennemis de la cause romaine, ennemis qui ne peuvent selon lui n'être arrêtés que sur le champ de bataille. Le peuple romain, toutes classes confondues, répond à l'appel du consul et la levée de l'armée se fait sans difficulté.
Le deuxième consul Agrippa Furius Fusus, reconnaissant les compétences militaires de son collègue, lui laisse le commandement des opérations. Les légions sont formées et deux sénateurs sont placés à la tête de chaque cohorte. Une cohorte formée de vétérans volontaires rejoint les troupes romaines. La progression de l'armée est très rapide et l'armée romaine s'installe dans Corbione quelques jours plus tard, près du camp ennemi. La bataille est engagée dès le lendemain.

## La bataille
Titus Quinctius prend le commandement de l'aile droite de l'armée romaine, laissant le commandement de l'aile gauche à son collègue Agrippa Furius. Les deux légats Spurius Postumius et Publius Sulpicius se chargent quant à eux respectivement du centre de la ligne de combat et de la cavalerie.
Durant la bataille, Servius Sulpicius, à la tête de la cavalerie, parvient à percer la ligne ennemie. Mais plutôt que de revenir dans les rangs de l'armée romaine, il préfère profiter de son avantage pour prendre les troupes ennemies à revers. La cavalerie èque et volsque intervient à ce moment mais elle est repoussée. Attaquer sur deux fronts, les troupes èques et volsques commencent à reculer. L'aile gauche est mise en fuite par Titus Quinctius mais l'aile droite de l'armée ennemie continue de résister aux attaques d'Agrippa Furius. Finalement, les Èques et les Volsques cèdent et prennent la fuite. Les Romains parviennent sans peine à s'emparer du camp adverse et du butin réuni par les pillages des derniers mois.
Les consuls victorieux retournent à Rome mais aucun triomphe n'est célébré, sans qu'on sache si c'est parce que les consuls eux-mêmes n'en ont pas fait la demande ou si c'est parce que le Sénat leur a refusé cet honneur.

## Les conséquences
Après la victoire des Romains sur les Èques au mont Algide quelques années plus tôt en 458 av. J.-C., la victoire remportée à Corbione leur permet d'asseoir définitivement leur suprématie sur les tribus sabelliennes du Latium. Les Èques et les Volsques ne constituent plus une menace importante pour la République romaine.

### Auteurs antiques
- Tite-Live, Histoire de Rome, Livre III, 70

### Auteurs modernes
- (en) T. Robert S. Broughton, The Magistrates of the Roman Republic : Volume I, 509 B.C. - 100 B.C., New York, The American Philological Association, coll. « Philological Monographs, number XV, volume I », 1951, 578 p.